# Saison 1974-1975 du Paris Saint-Germain
Maillots
Chronologie
Saison précédente Saison suivante
La saison 1974-1975 du Paris Saint-Germain est la 5e saison de son histoire et la 2e en première division.
Daniel Hechter, qui joue un rôle majeur au PSG depuis la saison dernière, est officiellement nommé président du club à la suite du départ de Henri Patrelle.

## Compétitions

### Championnat
La saison 1974-1975 de Division 1 est la trente-septième édition du Championnat de France de football. La division oppose vingt clubs en une série de trente-huit rencontres. Les meilleurs de ce championnat se qualifient pour les coupes d'Europe que sont la Coupe des clubs champions européens (le vainqueur), la Coupe UEFA (les deux suivants) et la Coupe des vainqueurs de coupe (le vainqueur de la Coupe de France). Le Paris Saint-Germain participe à cette compétition pour la deuxième fois de son histoire.

#### Classement final
Le Paris Saint-Germain termine quinzième avec 12 victoires, 12 matchs nuls et 14 défaites. Une victoire rapportant deux points et un match nul un point, le PSG a aussi gagné un point bonus et totalise donc 37 points. Les Parisiens possèdent la deuxième pire défense.

### Coupe de France
La Coupe de France 1974-1975 est la 58e édition de la Coupe de France, une compétition à élimination directe mettant aux prises tous les clubs de football amateurs et professionnels à travers la France métropolitaine et les DOM-TOM. Elle est organisée par la FFF et ses ligues régionales.
C'est l'AS Saint-Étienne qui remportera cette édition de la coupe de France en battant sur le score de deux buts à zéro le RC Lens.